# Eslovenia en los Juegos Paralímpicos de Pyeongchang 2018
Eslovenia estuvo representada en los Juegos Paralímpicos de Pyeongchang 2018 por un deportista masculino. El equipo paralímpico esloveno no obtuvo ninguna medalla en estos Juegos.